# Antonín Dvořák
Pour les articles homonymes, voir Dvorak.
 (février 2020).
Œuvres principales
- Sérénade pour cordes (1876)
- Concerto pour violon (1883)
- Symphonie no 7 (1885)
- Danses slaves (1878, 1886)
- Symphonie no 8 (1890)
- Symphonie no 9 « Du Nouveau Monde » (1893)
- Quatuor à cordes no 12 « Américain » (1894)
- Concerto pour violoncelle (1895)
- Rusalka (1901)

Antonín Dvořák (/ˈantoɲiːn ˈdvor̝aːk/ Écouter), né le 8 septembre 1841 à Nelahozeves (royaume de Bohême) et mort le 1er mai 1904 à Prague, est un compositeur tchèque. Il est notamment l'auteur de la Symphonie du Nouveau Monde.

## Biographie

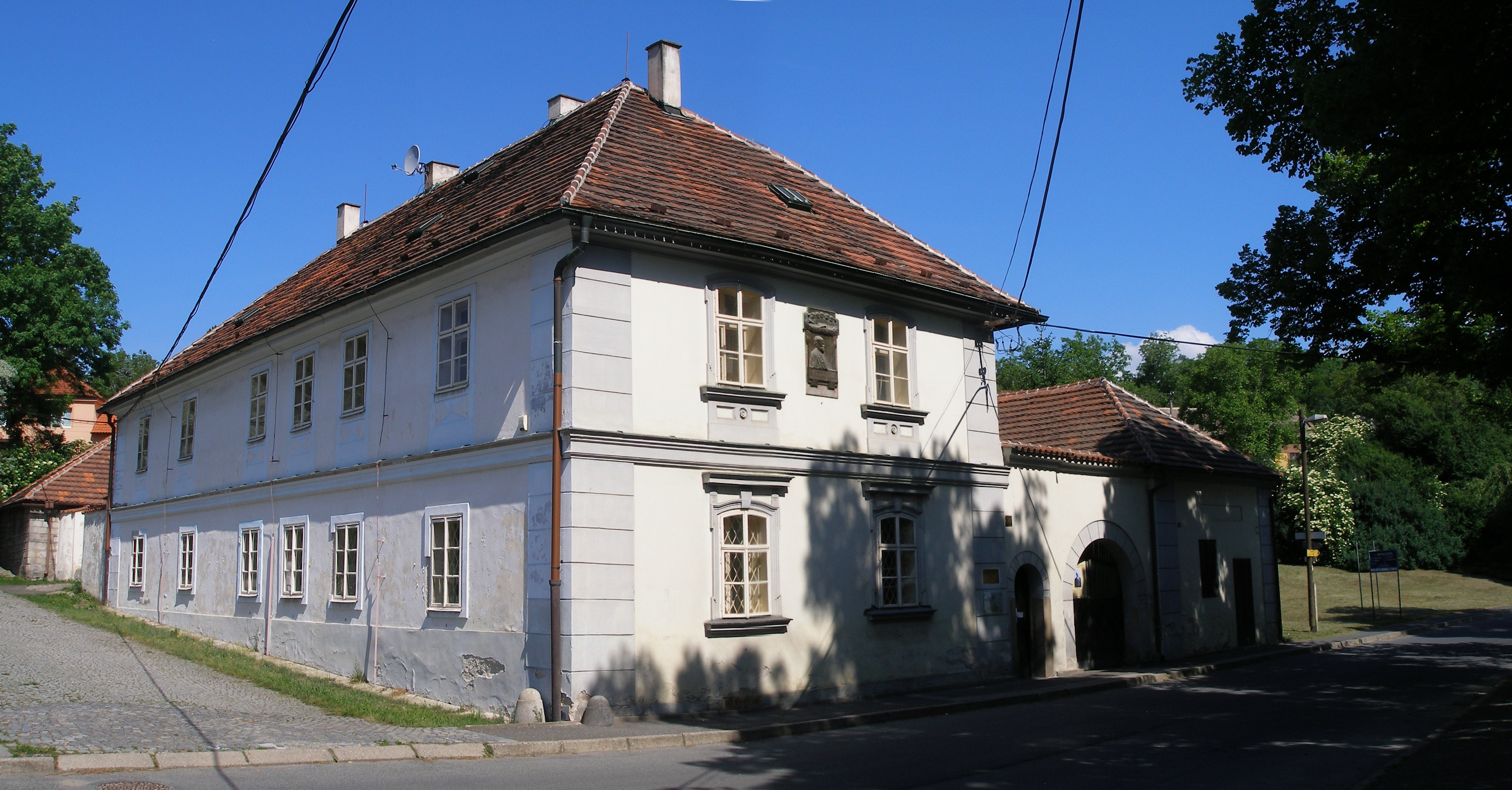
Maison natale d'Antonín Dvořák.

Antonín Leopold Dvořák naît le 8 septembre 1841 à Nelahozeves, un village de Bohême (empire d'Autriche) situé au nord de Prague le long de la rivière Vltava, où ses parents tiennent une boucherie-auberge,. Il est l'aîné d'une famille de neuf enfants.
Il découvre la musique dès son jeune âge à l'auberge familiale, et apprend rapidement le violon avec son instituteur, ce qui lui permet de jouer à l'orchestre du village et aux bals de l'auberge,. Si son talent musical est manifeste et encouragé, son père le destine encore à prendre sa suite à la boucherie-auberge. Vers l'âge de douze ans, ses parents l'envoient chez un oncle et une tante à Zlonice, où il étudie le piano, l'orgue et l'harmonie,. Il y apprend également l’allemand, la langue officielle de l’administration impériale autrichienne. Il compose ses premières polkas durant cette période.
À son retour vers l'âge de quinze ans, il travaille un temps à la boucherie familiale,  jusqu'à ce que ses professeurs convainquent son père de l'envoyer à l'école d'orgue de Prague en 1857. En parallèle des deux années de formation qu'il y suit, il joue dans diverses auberges et groupes, et donne des cours de musique pour subvenir à ses besoins. Diplômé et lauréat d'un second prix, il rejoint la Prager Kapelle de Karl Komzak, un orchestre de variétés, où il tient la partie d’alto. En 1862, la Prager Kapelle est intégrée au nouvel orchestre du Théâtre provisoire de Prague, ainsi nommé dans l’attente de la fondation d'un véritable opéra — le Théâtre national de Prague verra le jour en 1881, mais il devra être une nouvelle fois inauguré en 1883 à la suite d’un incendie.
Son expérience de musicien d’orchestre lui permet de découvrir de l'intérieur un vaste répertoire classique et contemporain. Il joue sous la baguette de Bedřich Smetana, Richard Wagner, Mili Balakirev… et trouve le temps de composer des œuvres ambitieuses, dont deux premières symphonies en 1865.
Dvořák démissionne de l’orchestre en 1871 pour se consacrer à la composition. Il vit de leçons particulières, avant d’obtenir un poste d’organiste à l’église Saint-Adalbert (1874).

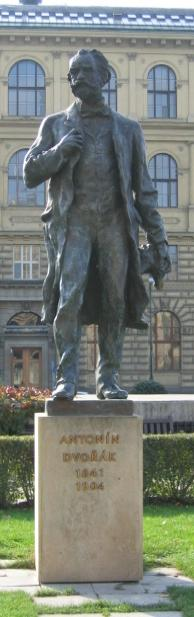
Statue d'Antonín Dvořák
devant le Rudolfinum, à Prague

Dvořák tombe amoureux d'une de ses élèves, Josefina Čermáková. Il écrit un cycle de chansons, « Les Cyprès », pour tenter de conquérir son cœur. Cependant, elle épouse un autre homme, et en 1873 Dvořák épouse Anna, la sœur de Josefina. De cette union naissent neuf enfants.
Alors qu’il obtient ses premiers succès locaux (cantate Hymnus en 1873 sous la direction de son ami Karel Bendl), un jury viennois reconnaît la qualité de ses compositions et lui octroie une bourse, qui sera renouvelée cinq années consécutives. Cela lui permet d’entrer en contact avec Johannes Brahms, qui deviendra son ami et le présentera à son éditeur Fritz Simrock. D’autres musiciens illustres comme les chefs d’orchestre Hans von Bülow et Hans Richter, les violonistes Joseph Joachim et Joseph Hellmesberger, et plus tard le Quatuor tchèque, auront fait beaucoup pour la diffusion de sa musique.
Son Stabat Mater, les Danses slaves et diverses œuvres symphoniques, vocales ou de musique de chambre le rendent célèbre. L’Angleterre le plébiscite. Dvořák s'y rend à neuf reprises pour diriger ses œuvres, notamment ses cantates et oratorios très appréciés du public britannique. La Russie, à l'initiative de Piotr Ilitch Tchaïkovski, le réclame à son tour, et le compositeur tchèque fait une tournée à Moscou et à Saint-Pétersbourg (mars 1890).
Célèbre dans tout le monde musical, il est nommé de 1892 à 1895 directeur du Conservatoire national de New York. Il y tient une classe de composition. Sa première œuvre composée aux États-Unis est la 9e symphonie, dite « Du Nouveau Monde ». Son succès est foudroyant et ne s'est jamais démenti depuis la première audition. Une juste reconnaissance qui masque pourtant la beauté et l’originalité des autres symphonies de maturité. Son intérêt pour la musique noire soulève une très vive controverse, dont on perçoit l’écho sur le Vieux Continent. Son séjour en Amérique du Nord voit naître d’autres compositions très populaires, comme le 12e Quatuor (dans lequel il emploie des procédés caractéristiques du blues) et le célèbre 2e Concerto pour violoncelle, qui sera terminé sur le sol européen.
De retour en Bohême, où il retrouve sa douce vie à la campagne, il compose plusieurs poèmes symphoniques : L’Ondin, La Sorcière de midi, Le Rouet d’or, Le Pigeon des bois, inspirés par les légendes mises en vers par Karel Jaromír Erben. Dvořák renouvelle le genre en inventant un procédé de narration musicale fondé sur la prosodie de la langue parlée. Ce procédé dit des « intonations » sera repris par Leoš Janáček.
La fin de sa vie est surtout consacrée à la composition d’opéras dont le plus célèbre reste Rusalka, créé en 1901. Pendant cette période, il dirige également le Conservatoire de Prague.
Antonín Dvořák est enterré au cimetière historique de Vyšehrad, sur une colline dominant la ville de Prague (le même cimetière que Bedřich Smetana).

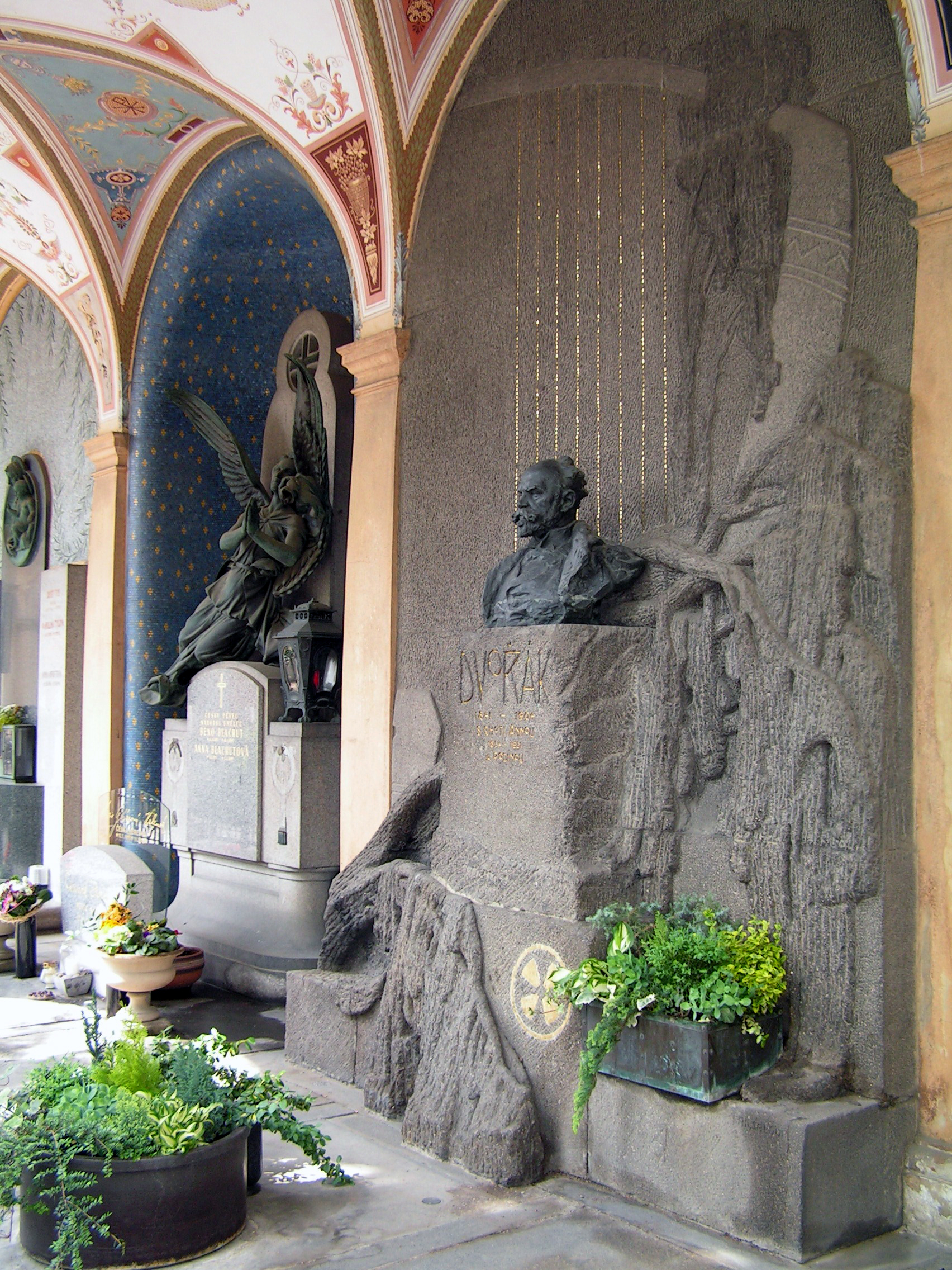
Monument funéraire de la tombe d'Antonin Dvořák au cimetière de Vyšehrad (Prague).

Son œuvre est immense et variée, pour le piano, la voix (lieder), divers effectifs instrumentaux dont l’orchestre symphonique, la musique de chambre, l’opéra, la musique religieuse. Elle est recensée de façon thématique et chronologique dans le catalogue de Jarmil Burghauser.
Sa musique est colorée et rythmée, inspirée à la fois par l’héritage savant européen et par l'influence du folklore national tchèque mais aussi américain (negro spirituals ou chansons populaires). Dvořák est l'un des rares exemples de compositeur romantique ayant abordé avec succès tous les genres, à la seule exception du ballet. Bien que sa musique ait eu du mal à s'imposer en France, Dvořák était considéré de son vivant comme un personnage de stature internationale. En 1904, quelques semaines avant sa disparition, des émissaires de la mairie de Paris firent un voyage en Bohême pour lui remettre une médaille d'or décernée par le conseil municipal.
Parmi ses meilleurs interprètes l’on trouve ses compatriotes comme l’Orchestre philharmonique tchèque, les chefs Václav Talich, Zdeněk Chalabala, Rafael Kubelík, Karel Ančerl, le Quatuor de Prague, le Trio tchèque, le chef Sir Charles Mackerras et son arrière-petit-fils, le violoniste Josef Suk — une liste non exhaustive qui ne saurait faire oublier le caractère universel de cette musique, défendue par les plus grands interprètes.
Plusieurs thèmes de Dvořák ont été repris dans la musique populaire. La chanson Initials B.B. de Serge Gainsbourg rappelle un thème de la symphonie Du Nouveau Monde (symphonie no 9 en mi mineur).

## Œuvre
Antonín Dvořák laisse 189 œuvres musicales.
Le catalogue des œuvres de Dvořák par numéro d'opus est passablement confus. Certaines œuvres ont porté deux voire trois numéros différents, l'ordre chronologique n'est pas toujours respecté et des œuvres ne portent pas de numéro. Il est donc préférable d'adopter la nomenclature proposée par Jarmil Burghauser. Dans cette dernière, la lettre B est utilisée, suivie d'un chiffre correspondant à l'ordre chronologique réel des compositions. Ce système va de B. 1 (une polka pour piano composée vers 1856 et qui est la plus ancienne œuvre conservée) jusqu'à B. 206 pour son opéra Armide, sa dernière œuvre achevée.

### Musique symphonique
Pendant longtemps, seules cinq symphonies du compositeur étaient connues, numérotées de 1 à 5, dans l'ordre de leur publication (qui ne correspond pas entièrement à l'ordre de leur composition). Ainsi, la Symphonie du Nouveau Monde porte alors le numéro 5, et le dictionnaire Robert des noms propres affirmait encore dans les années 1990 que Dvořák était l'auteur de cinq symphonies. Quelques rares spécialistes connaissaient l'existence du cycle complet, mais il faut attendre les années 1960 pour que paraisse la première édition critique des neuf symphonies dans leur numérotation actuelle. Du jour au lendemain, pas moins de quatre « nouvelles » symphonies de Dvořák étaient offertes au monde musical. Aussitôt plusieurs chefs s'y consacrèrent, enregistrant de véritables intégrales discographiques des neuf symphonies : le Polonais Witold Rowicki (Philips), le Hongrois István Kertész (Decca London) et les Tchèques Rafael Kubelík (DG) et Václav Neumann (Supraphon). D'autres intégrales s'ajoutèrent au fil des ans : notamment celles d'Otmar Suitner (Edel Classics), de Neeme Järvi (Chandos) et de Stephen Gunzenhauser (Naxos). Neumann refit une intégrale à l'ère numérique (Supraphon).
- Deux sérénades :
  - Sérénade no 1 pour cordes en mi majeur, B. 52 (op. 22, 1875)
  - Sérénade no 2 pour vents, violoncelle et contrebasse en ré mineur, B. 77 (op. 44, 1878)
- Neuf symphonies :
  - Symphonie no 1 en ut mineur « Les cloches de Zlonice », B. 9 (op. 3, 1865)
  - Symphonie no 2 en si bémol majeur, B. 12 (op. 4, 1865)
  - Symphonie no 3 en mi bémol majeur, B. 34 (op. 10, 1873)
  - Symphonie no 4 en ré mineur, B. 41 (op. 13, 1874)
  - Symphonie no 5 en fa majeur, B. 54 (op. 76, 1875)
  - Symphonie no 6 en ré majeur, B. 112 (op. 60, 1880)
  - Symphonie no 7 en ré mineur, B. 141 (op. 70, 1884-85)
  - Symphonie no 8 en sol majeur « Tchécoslovaque », B. 163 (op. 88, 1889)
  - Symphonie no 9 en mi mineur « du Nouveau Monde », B. 178 (op. 95, 1893)
- Seize danses slaves (Slovanské tance) B. 83 (op. 46, 1878) et B. 147 (op. 72, 1886)
- Cinq poèmes symphoniques (1896-97) :
  - L’Ondin, B. 195 (op. 107)
  - La Sorcière de midi, B. 196 (op. 108)
  - Le Rouet d'or, B. 197 (op. 109)
  - Le Pigeon des bois, B. 198 (op. 110)
  - Le Chant du héros, B. 199 (op. 111)

- La suite tchèque en ré majeur pour petit orchestre B. 93 (op. 39, 1879)
- La suite américaine en la majeur B. 190 (op. 98B, 1894-95)
- Le Scherzo capriccioso B. 131 (op. 66, 1883)
- 3 rhapsodies slaves (op. 45) et rhapsodie en la mineur (op.14)
- Les Variations symphoniques (Symfonické variace z písně „Já jsem huslař“), B. 70 (op. 78, 1877)
- Ma patrie, ouverture, B. 125a (extraite de la musique de scène pour la pièce de F. F. Samberka : “ Josef Kajetán Tyl ”, B. 125 (Op. 62, 1882)
- Un triptyque d'ouvertures intitulé Nature, Vie et Amour (au départ sous le seul op.91, puis le compositeur décida de donner à chacune des œuvres un numéro) :
  - Dans la nature, op. 91, B. 168 (1891)
  - Carnaval, op. 92, B. 169 (1891)
  - Othello, ouverture de concert, op. 93, B. 174 (1892)
- Arrangement pour violon et orchestre de l'humoresque n° 7 pour piano

### Concertos
- Concerto pour piano en sol mineur, B. 63 (op. 33, 1876)
- Concerto pour violon en la mineur, B. 108 (op. 53, 1879, révisé en 1880)
- Concerto pour violoncelle en la majeur, B. 10 (1865)
- Concerto pour violoncelle en si mineur, B. 191 (op. 104, 1894-95)

### Musique de chambre
- Sonatine pour violon et piano en sol majeur B. 183 (op. 100, 1893)
- Terzetto pour deux violons et alto en ut majeur, B. 148 (op. 74, 1887)
- Drobnosti « Quatre Miniatures pour deux violons et alto », B. 149 (op. 75a, 1887)
- Quatre trios pour piano et cordes :
  - Trio pour piano, violon et violoncelle no 1 en si bémol majeur, B. 51 (op. 21, 1875)
  - Trio pour piano, violon et violoncelle no 2 en sol mineur, B. 56 (op. 26, 1876)
  - Trio pour piano, violon et violoncelle no 3 en fa mineur, B. 130 (op. 65, 1883)
  - Trio pour piano, violon et violoncelle no 4 « Dumky », B. 166 (op. 90, 1891)
- Bagatelles, opus 47 (B. 79) sont cinq bagatelles pour deux violons, violoncelle et harmonium
- Deux quatuors pour piano et cordes :
  - Quatuor avec piano no 1 en ré majeur, B. 53 (op. 23, 1875)
  - Quatuor avec piano no 2 en mi bémol majeur, B. 162 (op. 87, 1889)
- Quatorze quatuors à cordes :
  - Quatuor à cordes no 1 en la majeur, B. 8 (op. 2, 1862)
  - Quatuor à cordes no 2 en si bémol majeur, B. 17 (sans numéro d'opus, 1868-70)
  - Quatuor à cordes no 3 en ré majeur, B. 18 (sans numéro d'opus, 1868-70)
  - Quatuor à cordes no 4 en mi mineur, B. 19 (sans numéro d'opus, 1868-70)
  - Quatuor à cordes no 5 en fa mineur, B. 37 (op. 9, 1873)
  - Quatuor à cordes no 6 en la mineur, B. 40 (op. 12, 1873)
  - Quatuor à cordes no 7 en la mineur, B. 45 (op. 16, 1874)
  - Quatuor à cordes no 8 en mi majeur, B. 57 (op. 80, 1876)
  - Quatuor à cordes no 9 en ré mineur, B. 75 (op. 34, 1877)
  - Quatuor à cordes no 10 en mi bémol majeur, B. 92 (op. 51, 1878-79)
  - Quatuor à cordes no 11 en ut majeur, B. 121 (op. 61, 1881)
  - Quatuor à cordes no 12 en fa majeur « Américain », B. 179 (op. 96, 1893)
  - Quatuor à cordes no 13 en sol majeur, B. 192 (op. 106, 1895)
  - Quatuor à cordes no 14 en la bémol majeur, B. 193 (op. 105, 1895)
- Mouvement de quatuor en fa majeur, B. 120
- Quintette pour cordes en sol majeur, B. 49 (opus 77), pour quatuor à cordes et contrebasse; la version d'origine, de 1875, désignée comme op. 18, était en cinq mouvements, puis Dvořák l'a révisée en 1888 en supprimant le deuxième mouvement, un intermezzo marqué Andante religioso. Molto adagio;
- Quintette pour piano et cordes en la majeur Op. 5 (œuvre de jeunesse)
- Quintette pour piano et cordes en la majeur, B. 155 (op. 81, 1887)
- Quintette à cordes en mi bémol majeur, B. 180 (op. 97, 1893)
- Sextuor à cordes en la majeur, B. 80 (op. 48, 1878)

### Opéras
- Le Roi et le Charbonnier - 1874
- Wanda (de) - composé en 1875 ; première représentation le 17 avril 1876
- Le Paysan rusé - 1877
- Les Têtes dures - 1881
- Dimitrij - 1882
- Jakobín - 1889
- Le Diable et Catherine - 1899
- Rusalka - 1901
- Armida - 1904
- Alfred - 1938 (composé en 1870)

### Oratorio
Les chemises de noces, opus 69 (Première le 27 août 1885 à Plzeň)

### Musique vocale sacrée
Dvořák fut un homme croyant qui exprima tant la liesse que la tristesse dans des œuvres basées sur des textes religieux.
- Stabat Mater en si mineur, B. 71 (op. 58, 1877)
- Requiem en si bémol mineur, B. 165 (op. 89, 1890)
- Messe en ré majeur
  - pour chœur, solistes et orgue (1re version), B. 153 (op. 86, 1887)
  - pour chœur, solistes et orchestre (2e version), B. 175 (op. 86, 1892)
- Oratorio sainte Ludmilla, B. 144 (op. 71, 1886)
- Chants bibliques, B. 189 (op. 99, 1894)
- Te Deum, B. 176 (op. 103, 1892)

### Musique vocale profane
- The American Flag (le drapeau américain), cantate profane B. 177 (op. 102, 1892-1893)
- Chants tziganes (tchèque Cikánské melodie), B. 104 (op. 55, 1880)
- 4 chants extraits de Cyprès, B123 et 124 (op.2, 1881)
- Dans le style populaire (tchèque V nàrodnim tonu), B. 146 (op. 73, 1865)
- Chants d'amour (tchèque Pisne Milostné), B. 160 (op. 83, 1888)
- Chants du manuscrit de Dvur Kràlové (tchèque Kràlovédvorského), B. 30 (op. 7, 1872)
- Duos moraves, B. 107 (tchèque Moravské dvojzpěvy), (op. 20, 29, 32 entre 1875 et 1881)

### Piano
- Danses slaves - Série no I (quatre mains), B. 78 (op. 46, 1878)
- Douze silhouettes, B. 98 (op. 8, 1879)
- Six mazurkas, B. 111 (op. 56, 1880)
- Suite en la majeur (opus 98)
- Dix légendes (quatre mains), B. 117 (op. 59, 1880-81)
- Dumka et Furiant, respectivement B. 136 et B. 137 (op. 12 no 1 et op. 12 no 2, 1884)
- Danses slaves - Série no II (quatre mains), B. 145 (op. 72, 1886)
- Treize Impressions poétiques, B. 161 (op. 85, 1889)
- Huit Humoresques, B. 187 (op. 101, 1894), dont notamment la célèbre Humoresque no 7 en sol bémol majeur
- Suite en la majeur, B. 184 (op. 98, 1894), version initiale pour piano de la Suite américaine B. 190

## Hommages
- en astronomie, sont nommés en son honneur (2055) Dvořák, un astéroïde de la ceinture principale d'astéroïdes[6], et Dvorák, un cratère de la planète Mercure[7].
- le 8 septembre 2023, un Google Doodle lui est consacré à l'occasion du 182e anniversaire de sa naissance[8],[9].
- Serge Gainsbourg a emprunté le premier mouvement de la Symphonie n° 9 dite « Du nouveau monde » pour la musique de la chanson Initials B.B., en hommage elle-même à Brigitte Bardot.
- Dans les années 50, le guitariste américain Chet Atkins interprete le titre Humoresque en live au Grand Ole Opry[réf. nécessaire].